# Liste des résolutions du Conseil de sécurité des Nations unies sur la Rhodésie du Sud
Cet article dresse une liste des résolutions du Conseil de sécurité des Nations unies concernant le Rhodésie du Sud.

## Rhodésie du Sud
La Rhodésie du Sud est la dernière colonie britannique d'Afrique qui accède à l'indépendance sous le nom de Zimbabwe le 18 avril 1980.
- Résolution 202 : question concernant la situation en Rhodésie du Sud (adoptée le 6 mai 1965).
- Résolution 216 : question concernant la situation en Rhodésie du Sud (adoptée le 12 novembre 1965).
- Résolution 217 : question concernant la situation en Rhodésie du Sud (adoptée le 20 novembre 1965).
- Résolution 221 : question concernant la situation en Rhodésie du Sud (adoptée le 9 avril 1966).
- Résolution 232 : question concernant la situation en Rhodésie du Sud (adoptée le 16 décembre 1966).
- Résolution 253 : question concernant la situation en Rhodésie du Sud (adoptée le 29 mai 1968).
- Résolution 277 : question concernant la situation en Rhodésie du Sud (adoptée le 15 mars 1970).
- Résolution 288 : question concernant la situation en Rhodésie du Sud (adoptée le 17 novembre 1970).
- Résolution 314 : la situation en Rhodésie du Sud (adoptée le 28 février 1972).
- Résolution 318 : sanctions contre la Rhodésie du Sud (adoptée le 28 juillet 1972).
- Résolution 320 : sanctions contre la Rhodésie du Sud (adoptée le 29 septembre 1972).
- Résolution 326 : provocation par la Rhodésie du Sud (adoptée le 2 février 1973).
- Résolution 328 : Rhodésie du Sud (adoptée le 10 mars 1973).
- Résolution 333 : Rhodésie du Sud (adoptée le 22 mai 1973).
- Résolution 386 : Mozambique-Rhodésie du Sud (adoptée le 17 mars 1976).
- Résolution 388 : Rhodésie du Sud (adoptée le 6 avril 1976).
- Résolution 411 : Mozambique-Rhodésie du Sud (adoptée le 30 juin 1977).
- Résolution 403 : Botswana-Rhodésie du Sud (adoptée le 14 janvier 1977).
- Résolution 406 : Botswana-Rhodésie du Sud (adoptée le 25 mai 1977).
- Résolution 409 : Rhodésie du Sud (adoptée le 27 mai 1977).
- Résolution 415 : Rhodésie du Sud (adoptée le 29 septembre 1977).
- Résolution 423 : Rhodésie du Sud (adoptée le 14 mars 1978).
- Résolution 424 : Rhodésie du Sud-Zambie (adoptée le 17 mars 1978).
- Résolution 437 : Rhodésie du Sud (adoptée le 10 octobre 1978).
- Résolution 445 : Rhodésie du Sud (adoptée le 8 mars 1979).
- Résolution 448 : Rhodésie du Sud (adoptée le 30 avril 1979).
- Résolution 455 : Rhodésie du Sud-Zambie (adoptée le 23 novembre 1979).
- Résolution 460 : Rhodésie du Sud (adoptée le 21 décembre 1979).
- Résolution 463 : Rhodésie du Sud (adoptée le 2 février 1980).